# Kimminsula
Kimminsula is een geslacht van haften (Ephemeroptera) uit de familie Leptophlebiidae.

## Soorten
Het geslacht Kimminsula omvat de volgende soorten:
- Kimminsula annulata
- Kimminsula fasciata
- Kimminsula femoralis
- Kimminsula taprobanes